# Liste monarchistischer Organisationen
In dieser Liste monarchistischer Organisationen werden monarchistische Organisationen aller Art (zum Beispiel Vereine, Parteien u. ä.) weltweit erfasst.

## Europa
- Deutschland
  - Tradition und Leben (historisch, 1956–2022)
  - Bund der Aufrechten (historisch, 1918–1934)
  - Organisation Gärtnerei (historisch, 1924–1928)
  - Bayernbund (Bayern)
  - Bayerische Heimat- und Königspartei (historisch, 1945–1967[1])
  - Bund aufrechter Monarchisten (historisch, ?–2014)
  - Guglmänner (Bayern)
  - Deutschnationale Volkspartei (historisch 1918–1933)
  - Kaisertreue Jugend e.V. (historisch, 1922–1934)
  - Bund Königin Luise (historisch, 1923–1934)
  - Welfenbund (Niedersachsen)
  - Monarchiefreunde[2]
  - Katholisch-Österreichische Landsmannschaft Franzisco-Josephina (seit 1992; Studentenverbindung; siehe KÖL)
  - Plattform Obdachlose (PO)[3]

Siehe auch: Monarchisten in Deutschland
- Frankreich
  - Action française
  - Alliance Royale
  - Nouvelle action royaliste (NAR)
  - Federation des Etudiants Royalistes
  - L’Union pour la Monarchie („Union für die Monarchie“)
  - Institut Louis XVII.
  - Le Lys Blanc (frz.; dt.: „Die weiße Lilie“)
  - Legitimisten
    - L’Union des Cercles Legitimistes de France
    - Institut de la Maison de Bourbon („Institut des Hauses Bourbon“)

  - Orléanisten
    - Amis de la Maison de France (dt.: „Freunde des Hauses Frankreich“)
    - Institut de la Maison Royale de France
- Italien
  - Alleanza Monarchica

Siehe auch Monarchismus in Italien nach dem Zweiten Weltkrieg
- Österreich-Ungarn (Österreich einschließlich Länder der ehemaligen Donaumonarchie)
  - Schwarz-Gelbe Allianz (SGA), Partei („Die Monarchisten“)[4]
  - Schwarz-Gelbes Forum, Verein
  - Christlich Liberale Plattform (CLP), Politische Plattform
  - Koruna Česká
  - Die Weiße Rose (Zeitschrift)
  - Akademischer Bund Katholisch-Österreichischer Landsmannschaften (KÖL)
  - Der Eiserne Ring (DER) nicht mehr aktiv
  - Kaisertreuer Volksverband (historisch)
  - Magyar Szent Korona Szövetség (Ungarn)
  - Plattform Obdachlose (PO)
  - Plattform Obdachlose – Presseclub (POP)

Siehe auch: Österreich und die ehemals habsburgischen Territorien
- Polen
  - Organizacja Monarchistów Polskich[5]
  - Konfederacja Spiska[6]
- Portugal
  - Monarchistische Volkspartei
- Rumänien
  - Nationale Bauernpartei
- Russland
  - Monarchistische Partei der Russischen Föderation
  - Russian Imperial Movement (RIM)
- Serbien
  - Srpski Pokret Obnove
- Spanien
  - Renovación Española (historisch, 1933–1937)

## Asien
- Irak
  - Constitutional Monarchy Movement (Irak)
- Iran
  - Iranische Konstitutionalisten (Iran)
  - Rastachiz
- China
  - Royalistische Partei (Royalist Party)
- Japan
  - Taisei Yokusankai (historisch, 1940–1945)
- Kambodscha
  - FUNCINPEC

## Afrika
- Kabaka Yekka (Uganda),  (historisch, 1961–1965)

## Sonstiges
- Amerika
  - American Monarchist Party (USA)
  - Monarchist League of Canada (Kanada)
- Australien
  - Australians for Constitutional Monarchy
  - Australian Monarchist League
- Besondere Gruppen (Anhänger eines anderen Monarchen – Thronprätendenten – für bestehende Monarchien)
  - Jakobiten (Schottland/Bayern)
  - Carlisten (Spanien)
- Internationale Gruppen
  - International Monarchist League
  - Monarchist League (Australien, Neuseeland und andere Commonwealthstaaten)
  - Orange Order (Irland, Australien und Kanada), = dt.: Oranier-Orden